# Блажо Орландич
Блажо Йока Орландич (на сръбски: Блажо Јока Орландић) е югославски комунистически партизанин, народен герой на Югославия.
Блажо Орландич е роден през 1914 година в село Горно Сеоце, близо до Бар. Завършва основно училище в родното си село, а през септември 1926 г. се записва в гимназия. През 1932 г. става член на Комунистическата партия на Югославия. След завършване на гимназията той се записва във Философския факултет в Скопие. През 1935 г. той е назначен за инструктор на Централния комитет на ЮКП. Работи по създаването на нови партийни организации в Скопие и Куманово през октомври 1935 г. През февруари 1936 г. той е арестуван с група от 20 души. Специалният съд за защита на държавата го осъжда на 1 година затвор. Той излежава присъдата си в Сремска Митровица. След изтърпяване на присъдата си той се завръща в Скопие и продължава обучението си. Полицията го арестува там и го връща в Черна Гора.
В началото на 1939 г. продължава своята нелегална партийна работа в Скопие и става секретар на новосъздадения Покрайненски комитет на Комунистическата партия на Югославия за Македония. Комитетът провжда големи демонстрации в Скопие през декември 1939 г. След тези демонстрации Оландландич е арестуван. Той остваа в затвора в продължение на няколко месеца. След освобождаването си той се завръща в Скопие. През 1941 г. той се противопоставя на пробългарската политика на тогавашния секретар на Покрайненския комитет Методи Шаторов, който го отстранява от длъжност. През май 1941 г. Блажо се завръща в Черна Гора и участва в подготовката на въоръжено въстание. С група партизани, той заминава във Васкоевич в началото на 1942 г., за да се противопостави на дейността на сръбските четници в този регион. По-късно се премества в Босна и за известно време работи като инструктор на Централния комитет на ЮКП там. През март 1943 г. той е ранен и заедно с група ранени и болни, е изпратен в Централната партизанска болница в Дървар. По пътя в планината Шатор, конвоят е нападнат и те заловени от германски войници и четници, които избиват всички пленени, включително Орландич.
С постановление на Народното събрание на Федерална Народна Република Югославия на 15 юли 1949 г. той е обявен за Народен герой на Югославия.